# Fine Merveille
Pour les articles homonymes, voir Merveille.
Fine Merveille est une jument de selle français de concours complet, née le 18 juin 1993 et morte le 18 juillet 2005, qui a concouru sous la selle de Cédric Lyard.

## Histoire
Fine Merveille est née le 18 juin 1993 chez André et Denise Allain,, à Sartilly dans la Manche.
Son propriétaire Jean-François Noel l'a confiée à Cédric Lyard sous la selle duquel elle a eu d'excellents résultats, permettant à son cavalier d'obtenir notamment le titre de vice-champion du monde en équipe lors des Jeux équestres mondiaux à Jerez, et celui de champion olympique par équipe aux Jeux olympiques d'été de 2004 à Athènes en 2004.
Après une entorse contractée au boulet lors du CIC*** de Vittel, la décision est prise d'enlever à Fine Merveille un morceau de cartilage par arthroscopie. La jument décède au cours de l'opération sous anesthésie générale à la suite d'un arrêt cardiaque,. Cédric Lyard estime (2015) qu'elle est la jument de sa vie

## Description
Fine Merveille est une jument baie mesurant 1,69 m. C'est une jument avec beaucoup de sang, ce qui la rend excellente sur le cross. Elle est en revanche très émotive.

## Palmarès
- 2002 : Vice-championne du Monde par équipe aux Jeux équestres mondiaux de Jerez (Espagne) et 2e du CIC*** de Vittel (France)[4]
- 2003 : 12e en individuel aux Championnats d'Europe à Punchestown (Irlande)[4]
- 2004 : Championne Olympique par équipe à Athènes (Grèce)[4],[5].

## Origines
Elle est issue d'un père Pur-sang, Dress Parade, et d'une mère selle français, Noce d'Or,.